# Schindellegi
Schindellegi – miejscowość w środkowo-wschodniej Szwajcarii, gminie Feusisberg w kantonie Schwyz. Znajduje się tam główna siedziba koncernu logistycznego Kuehne + Nagel.

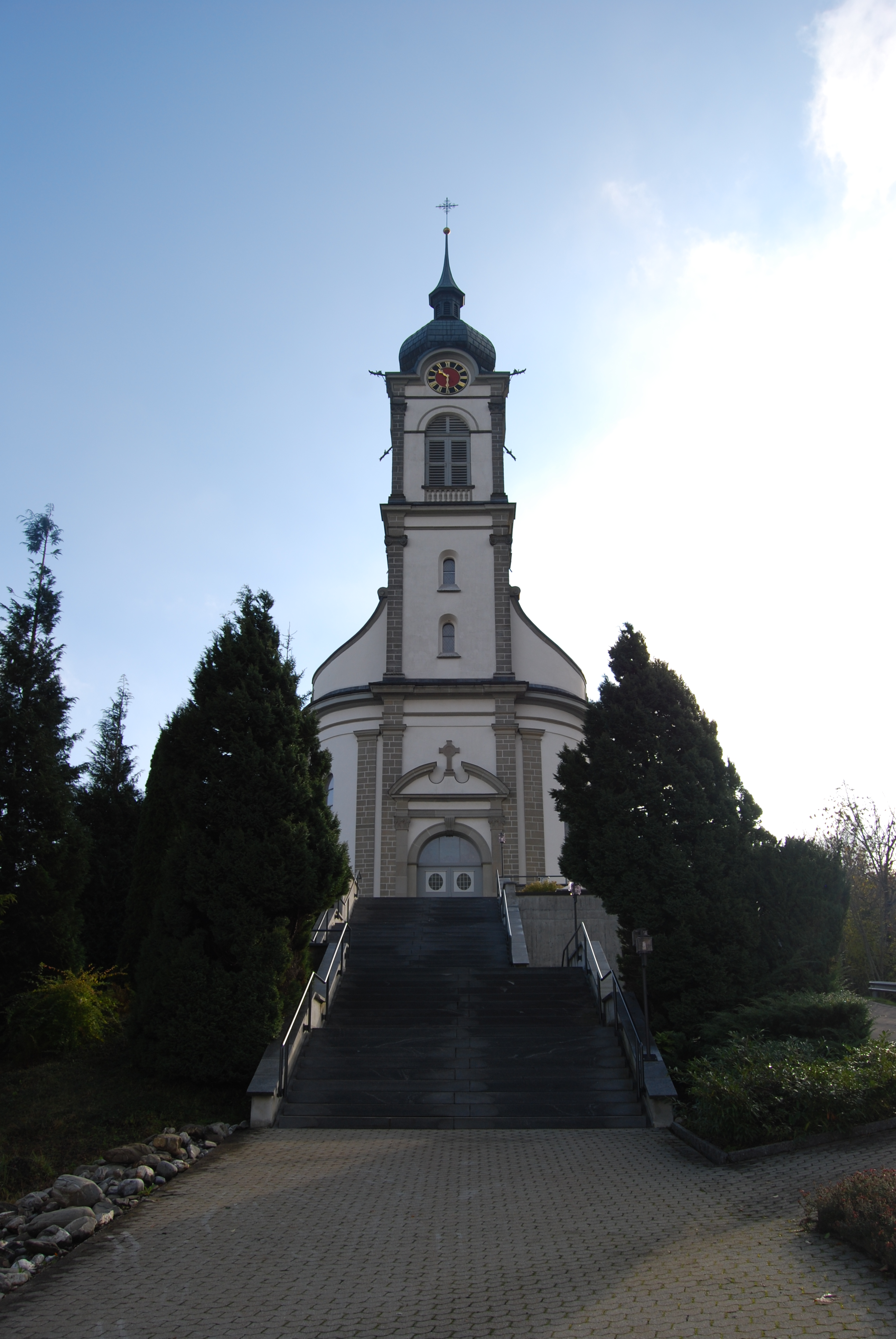
St. Anna